# George Francis Train
George Francis Train (Boston, 24 marzo 1829 – New York, 5 gennaio 1904) è stato un imprenditore statunitense.

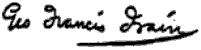
Firma di George Francis Train

Famoso per avere organizzato la linea di navi clipper che collegava Cape Horn a San Francisco; nel 1864 organizzò anche la Union Pacific Railroad e il Credit Mobilier negli Stati Uniti per costruire la parte orientale della Transcontinental Railroad, e una compagnia di tram in Inghilterra durante la guerra civile americana . 
Nel 1870 Train fece il primo di tre viaggi ampiamente pubblicizzati in tutto il mondo. Si crede che un resoconto del suo primo viaggio in un periodico francese abbia ispirato il romanzo di Jules Verne Il giro del mondo in 80 giorni e che il protagonista Phileas Fogg potesse essere parzialmente modellato su di lui.
Nel 1872, fu candidato alla presidenza degli Stati Uniti. Quell'anno, fu incarcerato con accuse di oscenità mentre difendeva Victoria Woodhull da accuse riguardanti un rapporto che il suo giornale aveva pubblicato su una presunta relazione adultera. Nonostante i suoi numerosi successi commerciali conseguiti, divenne conosciuto per le eccentricità che caratterizzarono la sua vecchiaia.

## Giovinezza
George Francis Train nacque il 24 marzo 1829 a Boston, figlio di Oliver Train e di sua moglie Maria Pickering. Aveva un cugino Adeline, che in seguito divenne un noto autore.
I suoi genitori e tre sorelle morirono in un'epidemia di febbre gialla a New Orleans nel 1833, quando George aveva quattro anni. Fu allevato dai suoi severi nonni metodisti a Boston. Speravano che George diventasse ministro. Ha frequentato scuole comuni, dove ha acquisito conoscenze su diversi paesi, si è esposto a modi logici di pensare e ha affinato le sue abilità di ingegneria meccanica usando blocchi e bastoncini giocattolo. Il suo migliore amico a scuola era emigrato dall'Inghilterra e aveva riferito a Train quanto fosse difficile muoversi nella sua città natale, Birkenhead. Questo è ciò che ha ispirato Train a installare un sistema di tram nella stessa città. Non è entrato nel ministero mentre cercava più avventura nella sua vita.

## Carriera imprenditoriale
Train entrò nel commercio mercantile di Boston e ne fece la sua carriera per tutta la vita negli Stati Uniti e in Australia. Ha avviato numerose nuove imprese, costruendo le strutture societarie e finanziarie per farle funzionare. 

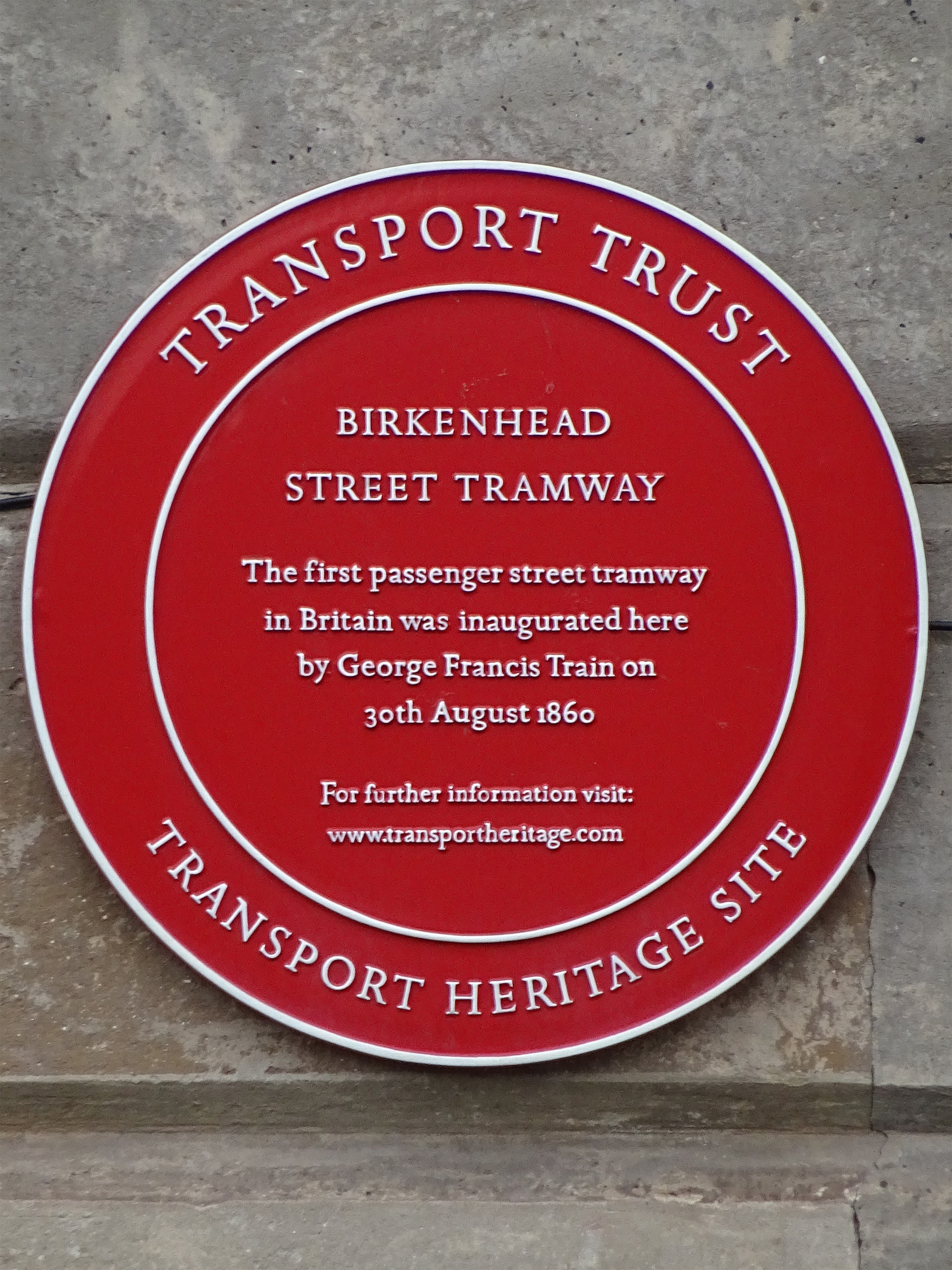
Placca inaugurale a Birkenhead dedicata a George Francis Train.

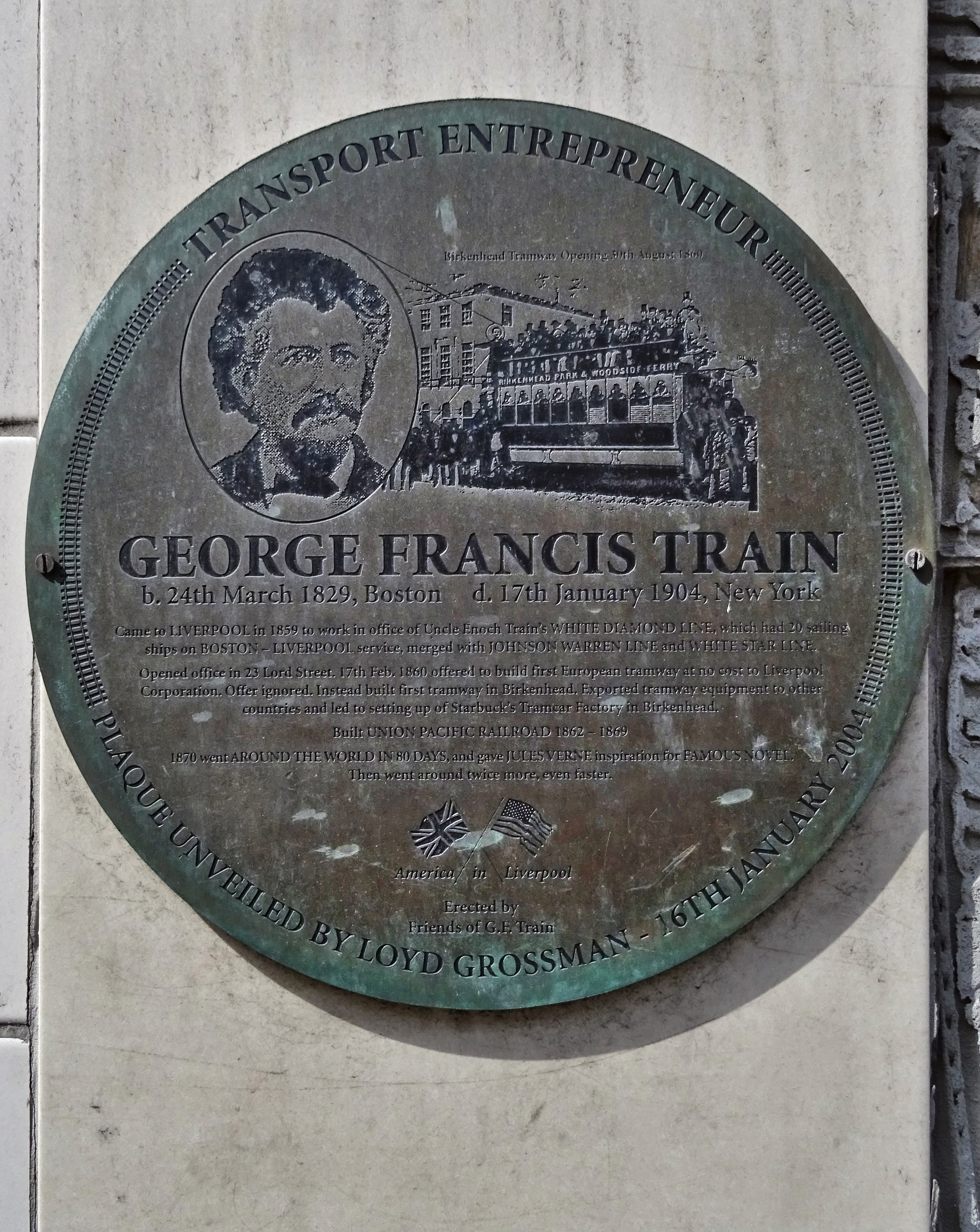
Placca commeratitiva in onore a George Francis Train, a Lord Street, Liverpool.

Nel 1860 andò in Inghilterra per fondare compagnie di tram a Birkenhead e Londra, dove incontrò presto l'opposizione. Fu anche coinvolto nella costruzione di una tramvia di breve durata a Cork, in Irlanda. Sebbene i suoi tram fossero popolari tra i passeggeri, i suoi progetti avevano binari che si trovavano sopra la superficie stradale e ostacolavano il traffico. Nel 1861 Train fu arrestato e processato per "aver rotto e ferito" Uxbridge Road a Londra. Provò di nuovo con la Darlington Street Railroad Company nel 1862, ma fu di breve durata e chiuso nel 1865. 
Train fu coinvolto nella formazione della Union Pacific Railroad (UP) nel 1864 durante la guerra civile americana . Il governo federale ha noleggiato la ferrovia per la costruzione della parte della Transcontinental Railroad a ovest del fiume Missouri. Train è stato coinvolto nella creazione della società finanziaria ombra per il progetto, il Crédit Mobilier of America, i cui ufficiali principali erano gli stessi di UP. (Vedi sotto) 
Quell'anno lasciò gli Stati Uniti per l'Inghilterra. Riferendosi a se stesso come "Citizen Train", Train divenne un magnate delle spedizioni, uno scrittore prolifico, un candidato alla presidenza minore dopo il ritorno negli Stati Uniti e un confidente di rivoluzionari francesi e australiani. Ha affermato di essere stato offerto alla presidenza di una proposta di repubblica australiana, ma ha rifiutato. Durante la guerra civile americana, ha tenuto numerosi discorsi in Inghilterra a favore dell'Unione e denunciato la Confederazione . 
Nel 1868 Train fu arrestato mentre era a bordo della RMS Scotia nel porto di Queenstown (ora Cobh) in Irlanda, e tenuto in custodia. Aveva in suo possesso un fascio di documenti contenenti molti discorsi che aveva tenuto negli Stati Uniti in difesa della causa feniana dell'indipendenza irlandese. Questi documenti sono stati sequestrati da un magistrato locale. La sua liberazione quattro giorni dopo il suo arresto era a condizione che avesse negato qualsiasi intenzione di promuovere il fenianismo mentre si trovava in Irlanda o in Inghilterra. 
Nel mezzo della sua campagna per la presidenza nel 1870, Train decise di fare un viaggio intorno al globo, che era coperto da molti giornali. Il viaggio effettivo è durato 80 giorni, anche se è rimasto due mesi in Francia, sostenendo la Comune di Parigi per la quale trascorse due settimane in prigione (il governo degli Stati Uniti e Alexandre Dumas intervennero per farlo rilasciare). Le sue imprese probabilmente hanno ispirato il romanzo di Jules Verne Around the World in Eighty Days . Si ritiene che il suo protagonista Phileas Fogg sia stato parzialmente modellato su Train.
Mentre era in Europa dopo il suo viaggio nel 1870, Train incontrò il Granduca Costantino .  Durante quel periodo, persuase la regina di Spagna a sostenere la costruzione di una ferrovia nei boschi della Pennsylvania; il suo sostegno ha fornito finanziamenti per l'Atlantico e la Great Western Railroad . Ha promosso e costruito tram in Gran Bretagna dopo una certa opposizione. Lo ha superato accettando di correre il livello delle rotaie con le strade.
Al suo ritorno negli Stati Uniti, la popolarità e la reputazione di Train salirono alle stelle. Ha iniziato a promuovere la Union Pacific Railroad, con la quale era stato coinvolto per diversi anni, nonostante il consiglio di Vanderbilt, che gli aveva detto che non avrebbe mai funzionato. Formando una società finanziaria chiamata Credit Foncier of America, Train fece fortuna grazie al settore immobiliare quando la ferrovia transcontinentale aprì insediamenti e lo sviluppo di enormi aree dell'America occidentale, comprese grandi quantità di terra a Council Bluffs, Iowa; Omaha, Nebraska; e Columbus, Nebraska. Era responsabile della costruzione del Cozzens Hotel e della fondazione di Train Town nel pioniere Omaha. 
Train è stato notato per aver creato il Crédit Mobilier nel 1864, che ha iniziato specificamente per finanziare l'Unione del Pacifico. Mentre sembrava essere una società separata e indipendente assunta da Union Pacific, il Crédit Mobilier era gestito dagli stessi ufficiali della ferrovia. Train e altri hanno creato una struttura che ha permesso loro di realizzare profitti fuori misura durante la costruzione della ferrovia. La storia della truffa e dell'innesto congressuale fu interrotta nel 1872 da The Sun, un giornale di New York contrario alla rielezione di Ulisse S. Grant come presidente. Alla fine gli scandali hanno portato a indagini federali ed esecutive che hanno coinvolto numerosi membri del Congresso, tra cui James Garfield . Negando le accuse, Garfield fu eletto presidente. 
Nel 1872, Train si candidò alla presidenza degli Stati Uniti come indipendente. Era un convinto sostenitore del movimento per la temperanza . Quell'anno, fu incarcerato con accuse di oscenità mentre difendeva Victoria Woodhull per il suo giornale che riportava la presunta relazione di Henry Ward Beecher e Elizabeth Tilton, ognuno dei quali era sposato con altre persone. È stato il principale finanziatore del quotidiano The Revolution, dedicato ai diritti delle donne, ed è stato pubblicato da Susan B. Anthony ed Elizabeth Cady Stanton.

## Ultimi anni
Con l'avanzare dell'età, Train divenne sempre più eccentrico. Nel 1873 fu arrestato e minacciato di essere mandato in un manicomio.
Sostenne di voler diventare dittatore degli Stati Uniti, finanziandosi vendendo i biglietti di ingresso ai raduni che attiravano un vasto pubblico.
Divenne vegetariano e adottò varie mode. Invece di stringere la mano ad altre persone, usava stringere la mano a se stesso, un modo di salutare che aveva visto applicare in Cina.
Trascorse i suoi ultimi giorni su panchine nel Madison Square Park di New York City, distribuendo monetine ai passanti e rifiutando di parlare con chiunque tranne che bambini e animali.
Nel 1890, Nellie Bly viaggiò per il mondo in 72 giorni, istigando Train a fare una seconda circumnavigazione della terra nello stesso anno. Ha completato il viaggio da Tacoma, Washington e ritorno in 67 giorni, 12 ore e 1 minuto, un record mondiale all'epoca. Una targa a Tacoma commemora il punto in cui iniziò e terminò il suo viaggio del 1890. Train fu accompagnato in molti dei suoi viaggi da George Pickering Bemis, suo cugino e segretario privato. Bemis in seguito fu eletto sindaco di Omaha, nel Nebraska. 
Nel 1892, la città di Whatcom, Washington si offrì di finanziare un altro viaggio intorno al mondo per pubblicizzarsi. Train ha terminato questo viaggio in 60 giorni record. 
Si ammalò di vaiolo mentre visitava sua figlia Susan M. Train Gulager a Stamford, nel Connecticut, nel 1903.
Il 5 gennaio 1904, Train morì per insufficienza cardiaca a New York. Al momento della sua morte, viveva in un alloggio economico chiamato Mills Hotel. Fu sepolto durante una piccola cerimonia privata al Green-Wood Cemetery di Brooklyn . Dopo la sua morte, The Thirteen Club, di cui era membro, approvò che era uno dei pochi uomini sani di mente in "un mondo pazzo e pazzo".

## Matrimonio e famiglia

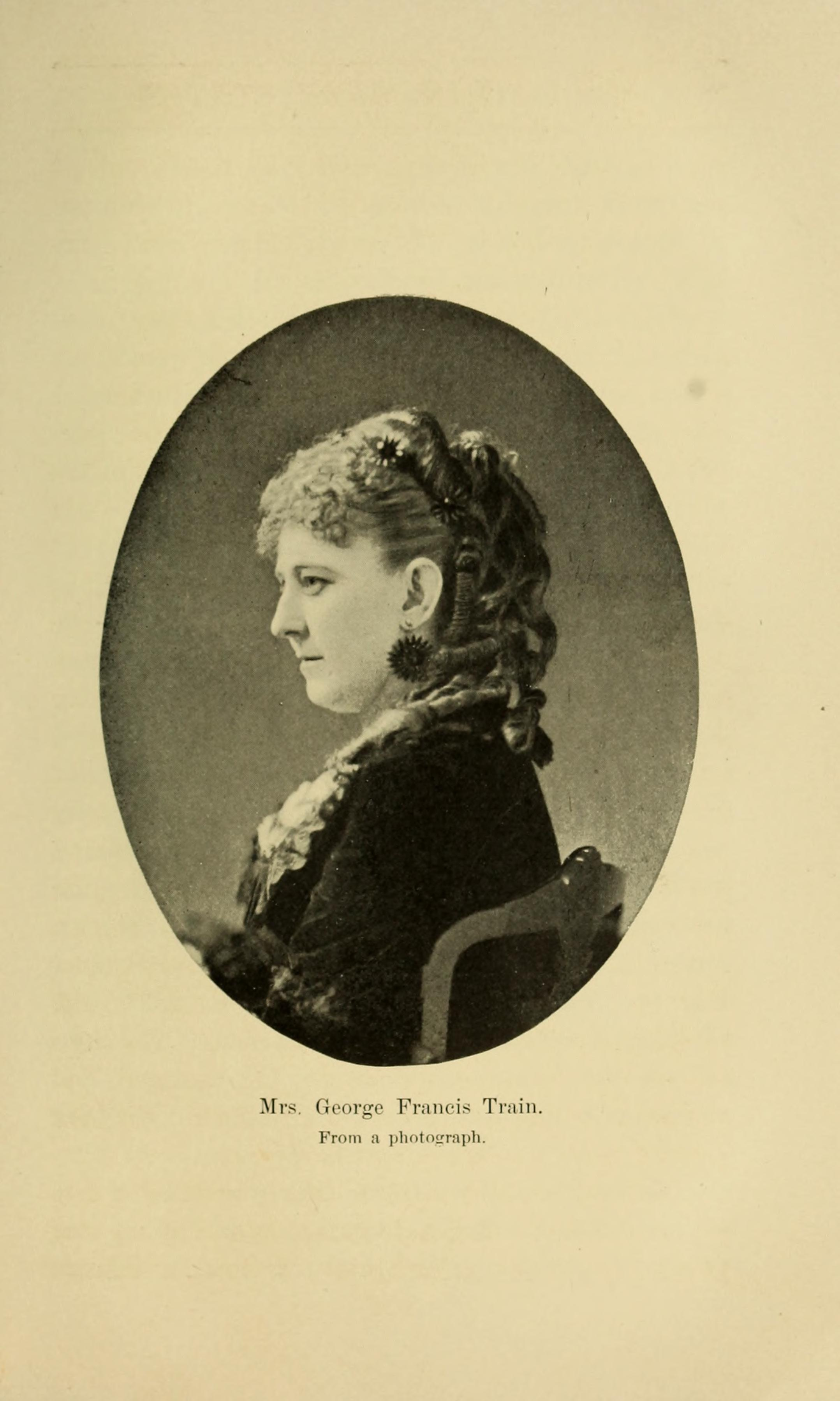
Immagine della moglie dal libro "My life in many states and in foreign lands" (1902).

Train sposò Wilhelmina Wilkinson Davis nel 1851, con la quale ebbe quattro figli, tra cui la figlia Susan M. Train Gulager.